# 飯村一夫
飯村 一夫（いいむら かずお）は、日本のアニメーター、キャラクターデザイナー。スタジオ・ザイン所属。

## 経歴
スタジオ・ザインに所属し、数多くの作品で作画監督を勤める。近年は作画監督より原画での参加が多い。

## 参加作品

### テレビアニメ
- 天才バカボン（1971年-1972年） 原画
- ど根性ガエル（1972年-1974年） 原画
- ドカベン（1976年-1979年） 作画監督
- シートン動物記 くまの子ジャッキー（1977年） 作画
- ドラえもん（1979年-2005年） 作画監督
- メーテルリンクの青い鳥 チルチルミチルの冒険旅行(1980年)　作画監督
- 名犬ジョリィ（1981年-1982年） 作画監督・作画
- 魔法のプリンセス ミンキーモモ（1982年-1983年） 作画監督・原画
- ピュア島の仲間たち（1983年） 作画
- 特装機兵ドルバック（1983年-1984年） 原画
- 宇宙船サジタリウス（1986年-1987年） 作画監督
- 生徒諸君!心に緑のネッカチーフを（1986年） 作画監督
- ウルトラマンキッズのことわざ物語（1986年） 作画監督
- 青春アニメ全集（1986年） 作画監督
- 魔法のエンジェルスイートミント（1990年-1991年） 作画監督
- カラス天狗カブト（1990年-1991年） 作画監督
- ウルトラマンキッズ 母をたずねて3000万光年（1991年-1992年） キャラクターデザイン・総作画監督・作画監督
- カリメロ（1992年-1993年） 作画監督
- しましまとらのしまじろう（1993年-2008年） 作画監督
- あずきちゃん（1995年-1998年） 作画監督
- ヤンボウ ニンボウ トンボウ（1995年-1996年） 作画監督
- こちら葛飾区亀有公園前派出所（1996年-2004年） 作画監督・原画
- はりもぐハーリー（1996年-1997年） 作画監督
- セイバーマリオネットJ（1996年-1997年） 原画
- アニメがんばれゴエモン（1997年-1998年） 作画監督・原画
- フォーチュン・クエストL（1997年-1998年） 原画
- ロスト・ユニバース（1998年） 原画
- 時空探偵ゲンシクン（1998年-1999年） 作画監督
- Only・You ビバ!キャバクラ（1998年） キャラクターデザイン（島袋美由紀と共同）
- ゴクドーくん漫遊記（1999年） 原画
- 下級生（1999年） 原画
- サイボーグクロちゃん（1999年-2001年） メカニックデザイン・作画監督・原画[1]
- へろへろくん（2000年-2001年） キャラクターデザイン
- 星のカービィ（2001年-2003年） 総作画監督・作画監督・原画
- PAPUWA（2003年-2004年） 原画
- かいけつゾロリ（2004年-2005年） 原画
- ピーチガール（2005年） 原画
- MAJOR 2nd season（2005年-2006年） 原画
- NARUTO -ナルト- 疾風伝（2007年-2015年） 原画・第二原画
- ペルソナ 〜トリニティ・ソウル〜（2008年） 原画
- はっけん たいけん だいすき! しまじろう（2008年-2010年） 原画
- ライブオン CARDLIVER 翔（2008年-2009年） 原画
- 戦国BASARA（2009年） 原画
- チーズスイートホーム あたらしいおうち（2009年） 原画
- ドラえもん（2009年-2017年） 原画
- ふるさと再生 日本の昔ばなし（2012年）「閻魔さまの失敗」 作画・原画
- しろくまカフェ（2012年-2013年） 原画
- イナズマイレブンGO クロノ・ストーン（2012年-2013年） 原画
- キングダム（2012年） 原画
- エリアの騎士（2012年） 原画
- GO-GO たまごっち!（2014年-2015年）原画
- ヘボット!（2017年） 作画監督
- ハクション大魔王2020（2020年） 絵コンテ・原画・OP原画
- ちびまる子ちゃん（2021年-） 作画監督・原画

### OVA
- 新キャプテン翼（1989年-1990年） 作画監督
- 100％（1990年）キャラクターデザイン

### 劇場アニメ
- ウルトラマンUSA（1987年） キャラクターデザイン・作画監督
- 天才えりちゃん金魚を食べた（1997年） キャラクターデザイン・作画監督
- パッテンライ!! 〜南の島の水ものがたり〜（2008年） キャラクターデザイン・総作画監督・作画監督・原画
- 劇場版イナズマイレブンGO 究極の絆 グリフォン（2011年） 原画

### Webアニメ
- クレヨンしんちゃん外伝 家族連れ狼（2017年） 作画
- SUPER SHIRO (2019年)　原画

### ゲーム
- クライムクラッカーズ（1994年） アニメーション原画
- サモンナイト（2000年） アニメーションレイアウト構成